# Ponte sull'Oglio di Calvatone
Il ponte sull'Oglio di Calvatone è un ponte stradale in ferro che passa sul fiume Oglio, tra i comuni di Acquanegra sul Chiese e Calvatone, collegando pertanto la provincia di Mantova e la provincia di Cremona.
La struttura si trova nel Parco dell'Oglio Sud ed è adiacente alla Riserva naturale Le Bine.

È composto da una serie di pilastri e campate in ferro, a corsia unica, con una portata limitata a 3,5 Ton.
A causa della sua inagibilità, in data 9 giugno 2023 è stato chiuso al traffico.

## Filmografia
Due inquadrature del ponte, appaiono nei titoli di testa del film "Addio alle armi" del 1957. Anche se fuori dal contesto storico del film, servono a rappresentare la drammaticità della Grande Guerra.